# Панкова, Мария Алексеевна
Мария Алексеевна Панкова (19.12.1916 — 30.01.1979) — звеньевая Земетчинского свеклосовхоза (Пензенская область), Герой Социалистического Труда (18.05.1948).
Родилась 19 декабря 1916 года в селе Вяземка Керенского уезда Пензенской губернии,ныне Земетчинский район Пензенской области.
С 1935 года работала в совхозе Земетчинского сахарного комбината.
С весны 1941 года — звеньевая свекловодческого звена.
В 1947 году её звено получило рекордный урожай сахарной свёклы — 604,75 центнера с гектара на площади 2 гектара.
Указом Президиума Верховного Совета СССР от 18 мая 1948 года за получение высоких урожаев сахарной свёклы при выполнении совхозами плана сдачи государству сельскохозяйственных продуктов в 1947 году присвоено звание Героя Социалистического Труда с вручением ордена Ленина и золотой медали «Серп и Молот».
Продолжая руководить звеном, смогла улучшить результаты, доведя урожайность сахарной свёклы до 500 ц/га.
С 1971 г. на пенсии.
Жила в посёлке Земетчино Земетчинского района. Умерла 30 января 1979 года.